# 芭蕾人生
《芭蕾人生》（英語：Breaking Pointe，又译：脚尖上的世界、决战芭蕾之巅），是一部美国真人秀。记录盐湖城芭蕾舞学校生活的，本片于2012年5月31日在CW电视网播出。
同年7月底CW主席马克·佩德维兹表示由有可能续订本节目，最终在2012年9月26日CW电视网宣布续订本节目第二季。第二季将于2013年7月29日开播。